# La Manille et la Révolution
Singles de France Gall
Les Gens bien élevés
(1969) Les Années folles
(1969)
La Manille et la Révolution est une chanson de France Gall. Elle est initialement parue en 1969 sur un EP et puis en 1973 sur l'album France Gall,,.

## Développement et composition
La chanson a été écrite par Boris Bergman et Hubert Giraud. L'enregistrement a été produit par Norbert Saada. La musique s'inspire des mariachis.

## Listes des pistes
EP 7" 45 tours France Gall (1969, La Compagnie 104, France)
A1. Les Années folles
A2. Soleil au cœur
B1. La Manille et la Révolution
B2. Les Quatre Éléments,
Single 7" 45 tours Los años locos (1970, Movieplay SN 20390, Espagne)
A. Los años locos
B. La Manille et la Revolution

## Classements
'Les Années folles / La Manille et la Révolution,
| Classement (1969)                       | Meilleure position |
| --------------------------------------- | ------------------ |
| Belgique (Wallonie Ultratop 50 Singles) | Tip                |